# X(3872)
X(3872) 是一種不尋常的粒子，其質量為3871.68 MeV/c2 ，而它的量子数並不符合夸克模型。該粒子於2003年被日本的Belle實驗團隊首次發現，並已被多個其他的實驗團隊所確認。有數種理論被提出以解釋它的性質，例如介子分子模型或雙夸克-反雙夸克對（四夸克态）模型。
X(3872) 的量子數已於2013年3月被歐洲核子研究組織的LHCb實驗測得，其JPC的值為1++。

## 簡介
X(3872)是於2013年由Belle實驗團隊在B± → K± π+π−J/ψ衰變模式中發現的，其結果隨後並被多個實驗團隊（如CDF、D0與BaBar團隊）所確認。其後，BABAR和Belle實驗團隊發現了X(3872) → γ J/ψ衰變模式，確認了X(3872)是一個雙魅夸克態（c-even state）。由於X(3872)並未被發現具有χc1γ、χc2γ、以及J/ψ η等末態，它被推測並不是可用簡單夸克模型描述的傳統qq ̄介子態。
X(3872)的質量約為3871.5 ± 0.2 MeV/c2 ，接近D∗0 D0的質量下限，因此X(3872)是一個DD∗分子的優良候選。不過，X(3872)也被認為可能是四夸克態，ccg混合介子態，或者是向量膠球模型所描述的那樣。
X(3872) → J/ψ γ衰變確認了X(3872)的宇稱值為+1。根據最新LHCb團隊的研究結果，X(3872) → ψ′ γ的分支比幾乎是X(3872) → J/ψ γ的三倍，與D∗0 D0分子模型並不吻合，而是可以被解釋為cc- D∗0 D0的混合態。

## 腳註
1. ↑  .   [2022-05-19]. （原始内容存档于2013-06-22）.
2. ↑  Choi, S. -K.; Olsen, S.; Abe, K.; Abe, T.; Adachi, I.; Ahn, B.; Aihara, H.; Akai, K.; Akatsu, M.; Akemoto, M.; Asano, Y.; Aso, T.; Aulchenko, V.; Aushev, T.; Bakich, A.; Ban, Y.; Banerjee, S.; Bondar, A.; Bozek, A.; Bračko, M.; Brodzicka, J.; Browder, T.; Chang, P.; Chao, Y.; Chen, K. -F.; Cheon, B.; Chistov, R.; Choi, Y.; Choi, Y.; Danilov, M. . Physical Review Letters. 2003, 91 (26). doi:10.1103/PhysRevLett.91.262001.
3. ↑  Eric S. Swanson,  The new heavy mesons: A status report （页面存档备份，存于）, Physics Reports, Volume 429, Issue 5, July 2006, Pages 243–305
4. ↑  LHCb collaboration: Determination of the X(3872) meson quantum numbers
5. 1 2  M. Ablikim;  et al. . Physical Review Letters. 2014-03-07, 112 (9)  [2016-09-05]. （原始内容存档于2022-04-20）.
6. ↑  Margaryan, Arman; Springer, Roxanne P. . Physical Review D. July 2013, 88 (1).
7. 1 2  Bhardwaj V;  et al. . Physical Review Letters. 2011-08-26, 107 (9)  [2016-09-05]. （原始内容存档于2016-10-02）.